# Andreja Inkret
Andreja Inkret, rojena 25. maja 1973, je slovenska filozofinja. Ukvarja se z raziskovanjem antične dramatike, prevaja različna dela iz grščine in piše razprave, knjižne ocene in članke.

## Življenjepis
Leta 1999 je diplomirala na Oddelku za klasično filologijo Filozofske fakultete na Univerzi v Ljubljani z deloma Aristofan v Rimu in Aristofanove Žabe, kot besedilo za gledališče (mentor akad. Kajetan Gantar). Študij je nadaljevala v Veliki Britaniji in leta 2002 na univerzi v Cambridgeu z nalogo Gledališča konvencij: Aristofan in moderna uprizoritev (mentorica P.E.Easterling) pridobila naziv Master of Philosophy (Mojster filozofije). Leta 2011 je doktorirala na univerzi v Oxfordu s tezo Igra v igri in sorodne dramske oblike v grški drami (mentor prof. O. Taplin). Predvsem se ukvarja z raziskovanjem antičnega gledališča in dramatike ter modernih postavitev antičnih dramskih besedil na oder. Deluje tudi kot koordinatorka posodobitvenih programov za učitelje latinščine in grščine. Ukvarja se tudi s prevajanjem besedil, pisanjem člankov in ocenjevanjem knjižnih del. Med letoma 2008 in 2012 je bila zaposlena kot profesorica latinščine na Škofijski gimnaziji v Vipavi in kot samostojna ustvarjalka na področju kulture. Leta 2012 se je zaposlila na Filozofski fakulteti in kasneje poučevala latinščino (intenzivni tečaj), grščino (intenzivni tečaj), grščino (za študente latinščine), grščino za filozofe (za študente filozofije), staro grščino (za študente primerjalnega jezikoslovja), latinščino (za študente grščine). Na drugi stopnji je poučevala tudi didaktiko latinščine (vaje) in didaktiko grščine (vaje). ---

### Knjige
-Aristofan. Ose. Celje: Celjska Mohorjeva družba, 2011. (prevod, komentar, spremna beseda).
-Aristofan. Praznovalke tezmoforij, Žabe. Ljubljana: Mladinska knjiga (zbirka Kondor), 2003. (prevod, komentar, spremna beseda).
-Slovenski literarni junaki. Ljubljana: Mladinska knjiga, 2002. (v soavtorstvu s Klemnom Lahom); predstavlja literarne osebe iz skoraj 500 slovenskih literarnih del. Leksikon je sestavljen iz treh delov: 1. uvodni del z navodili za uporabo, 2. osrednji del z več kot 1000 gesli, 3. kazala naslovov in avtorjev. V uvodu avtorja razložita, da je naslov samo delno ustrezen, ker ne obravnava vseh literarnih junakov. Leksikon obravnava tudi literarne junake iz evropskega in neevropskega literarnega prostora.

### Razprave
-»Agnieszka, Antigona: motiv Antigone v Katinu Andrzeja Wajde in Antigoni Dominika Smoleta.« Musis amicus. Posebna številka ob osemdesetletnici Kajetana Gantarja. Keria XII, 2–3 (2010): 361–77.
-»A note on the Slovenian Oresteia jubilee.« Eirene, Studia Graeca et Latina XLV (2009): 103–8.
-»Nekaj misli o dveh slovenskih Orestejah.« Keria XI, 2 (2009): 157–61.
-»Ajshilova Oresteja v Korunovem theatronu.« V: Oresteja ’68, ur. M. Kreft, 30–54. Ljubljana: Slovenski gledališki muzej, 2008.
-»Aristofanovo gledališče.« Keria IV, 2 (2002): 71–80.

### Članki
-»Ko moški obmolknejo.« Gledališki list Mestnega gledališča ljubljanskega, letn. 64, št. 8 (2013÷2014): 17–21. Podobno kot njena moderna različica, ki jo je ustvaril Andrej Rozman Roza, starogrška Lizistrata sprevidi, da bodo morale v slabo moško politiko, ki se napaja v stalnih vojnah, poseči ženske. Domisli se svojevrstnega orožja – seksualne stavke. A antična junakinja ob tem ne živi v izmišljeni Lepeniji, ki je v stalni vojni s sosednjo Krasonijo, kot njena moderna inačica, temveč (kot se za staro komedijo spodobi) kar v Atenah in v Aristofanovi sodobnosti: starogrška Lizistrata skupaj s somišljenicami torej naredi mir med Atenami in Šparto, dvema zagrizeno sovražnima državama, ki sta bili leta 411 pr. n. št., ko je bila uprizorjena Lizistrata, v vojni že vrsto let.
- »Otototoi popoi da.« Gledališki list SNG Drama Ljubljana 5 (2008-09): 77–82.
- »Cambridge, Cambridge.« Monitor ISH III, 1–2 (2001): 288–90.
- »Membrum virile te gleda!« Emzin VIII/1–2 (1998): 62–3.

### Prevodi
- Aristofan. Ose. Celje: Celjska Mohorjeva družba, 2011.
- Aristofan. Praznovalke tezmoforij, Žabe. Ljubljana: Mladinska knjiga (zbirka Kondor), 2003.
- Knox, B. M. W., Easterling, P. E.. »Knjige in bralci v grškem svetu.« Nova revija 26, 304, 306 (avg./sep./okt. 2007): 163–185.

### Knjižne ocene
-»O sreči, svobodi in ›sebi.‹ (Seneka, O srečnem življenju in druge razprave; Epiktet, Izbrane diatribe in priročnik, prev. B. Senegačnik).« Revija 2000, št. 148, 149, 150 (2002): 295–299.
- »Živ odnos do gledališča (L. Kralj, Teorija drame, Ljubljana 1998).« Razgledi 15 (1999): 17.
- »Zgodba o dramaturgiji (B. Lukan, Dramaturške figure, Ljubljana 1998).« Razgledi 24 (1998): 20.
- »Filološka natančnost (B. Hartman, Slovensko dramsko gledališče v Mariboru do druge svetovne vojne, Maribor 1996).« Razgledi 8 (1997): 20.

### Kolumne
-»Zelenomodro in modri.« Delo (Književni listi), 15.6.2011.
-»Pomladna.« Delo (Književni listi), 13.4.2011.
-»Kdo je napisal Ajshila?« Delo (Književni listi), 22.12.2010.
-»Persona, duša in prosopon.« Delo (Književni listi), 29.9.2010.
-»Praznične naložbe.« Delo (Književni listi), 23.12.2009.
-»Kdo je komodumenos?« Delo (Književni listi),10.6.2009.
-»Za theorikon!« Delo (Književni listi), 15.4.2009.

### Drugo
Ukvarjala se je tudi z radijskimi literarnimi programi kot npr.: Ajshilova Oresteja v štirih slovenskih prevodih na Radiju Slovenija in Aristofan, Žabe, leta 1998 prav tako na Radiju Slovenija.
Sodelovala je pri uprizarjanju oz. objavljanju dramskih besedil kot so Aristofanove Žabe (2002), Antigona (2000) in Jože ali Nazadek v Mačjem logu (1997).
Predavala pa je tudi na posodobitvenih seminarjih za učitelje latinščine in stare grščine. ---